# Sphären-Display
Ein Sphären-Display ist ein 3D-Wiedergabegerät in Form einer Kugel, mit dessen Hilfe Benutzer dreidimensionale Objekte betrachten und mit ihnen interagieren können. Eine ähnliche Entwicklung stellt das Volumendisplay dar.

## Entwicklungen
Forscher der Universität von Sao Paulo in Brasilien und der Universität von British Columbia in Kanada haben das sphärische Display Spheree entwickelt, mit dessen Hilfe Benutzer dreidimensionale Objekte betrachten und mit ihnen interagieren können. Vom äußerlichen Erscheinungsbild her erinnert es auf den ersten Blick an eine Schnee- oder Kristallkugel.
Vorgeführt wurde die neue Technologie auf der SIGGRAPH 2014, der 41. Internationalen Konferenz und Ausstellung zu Computergrafik und interaktiven Technologien, die vom 10. bis 14. August 2014 in Vancouver stattfand. Dort konnten die Teilnehmer eine 3D-Animation steuern, in der ein Zug im Schneefall rund um ein animiertes Haus herumfuhr.

## Technische Umsetzung
Möglich wird diese interaktive Visualisierung durch acht Projektoren im Taschenformat (Pico-Projektoren), die im Fußteil der Kugel untergebracht sind, sowie einer leistungsstarken Software, die das Zusammenspiel der einzelnen Projektoren koordiniert und für eine automatische Kalibrierung der Projektoren sorgt. Somit ist es möglich, Auflösung und Helligkeit der einzelnen, projizierten Bilder derart miteinander nahtlos zu verbinden, dass ein Rückgang der Qualität verhindert wird und eine einheitliche Darstellung einer 3D-Animation fast überall auf der Kugeloberfläche möglich wird. Dies gelingt vor allem durch den Einsatz einer Webcam, welche die Position der einzelnen Projektionen feststellt und ihren Beitrag zum Gesamtbild in der Kugel gezielt berechnet. Dadurch, dass bei der Projektion auf die Verwendung von speziellen Spiegel oder Linsen verzichtet wird, werden „blinde Flecken“ im gesamten projizierten Bild vermieden.
Um die Interaktion mit Menschen in der Umgebung zu ermöglichen, verwendet das Display sechs Infrarot-Kameras. Sie verfolgen die Bewegung der Zuschauer, die mit Hilfe eines Sensors gekennzeichnet sind. Durch die Daten der Kameras kann ein Computer ständig die virtuelle Szene perspektivisch bezogen auf die Position eines Betrachters korrigieren. Darüber hinaus ermöglicht eine Leap-Motion-Schnittstelle die Steuerung und Interaktion der 3D-Szenen und Animationen mit Gesten. Somit ist es beispielsweise möglich, eine Animation zu beginnen oder vorwärts und rückwärts zu bewegen.

## Anwendung
Als Anwender für solch eine Technologie sehen die Forscher unter anderem Modellbauer und Animatoren, die insbesondere in Team-Projekten arbeiten. Auch in interaktiven Museen kann ein solches Display zu Demonstrationszwecken gut eingesetzt werden.